# Schlossruine Hazlov
Die Schlossruine Hazlov (deutsch Haslau) ist die Ruine eines Schlosses in der tschechischen Gemeinde Hazlov. Sie steht auf einem Hügel innerhalb der Ortschaft und ist von Wirtschaftsgebäuden sowie einem Graben umgeben.

## Geschichte
Die Anfang des 13. Jahrhunderts, spätestens bis 1244 errichtete, im Ursprung romanische Burg Haslau war namensgebend für die adelige Familie von Haslau. Sie wurde im 14. Jahrhundert zu einer gotischen Burg und im 17. Jahrhundert zum Schloss umgebaut. Im ausgehenden 18. Jahrhundert gehörte das Schloss einem Herrn von Moser, der jedoch vor 1795 verstarb, worauf hin es weiterveräussert wurde. Von mindestens 1815 bis 1818 gehörte es dem Haslauer Musselinfabrikanten Johann Martin Witz (1766–1844).
Die Burgkapelle wurde im Laufe der Jahrhunderte immer weiter vergrößert und zur Schlosskirche ausgebaut. Die gesamte Anlage war bis in die 1950er Jahre in gutem Zustand und verfiel in den folgenden Jahrzehnten. In den 1960er Jahren fanden sogar Abrissarbeiten an Teilen der Gebäude statt. Seit dem Ende der Tschechoslowakei finden fortlaufend kleinere und größere Instandhaltungsmaßnahmen statt, so dass inzwischen die Schlosskirche und teile der sonst ruinösen (Wirtschafts-)Gebäude bereits wieder hergestellt sind.

Galerie
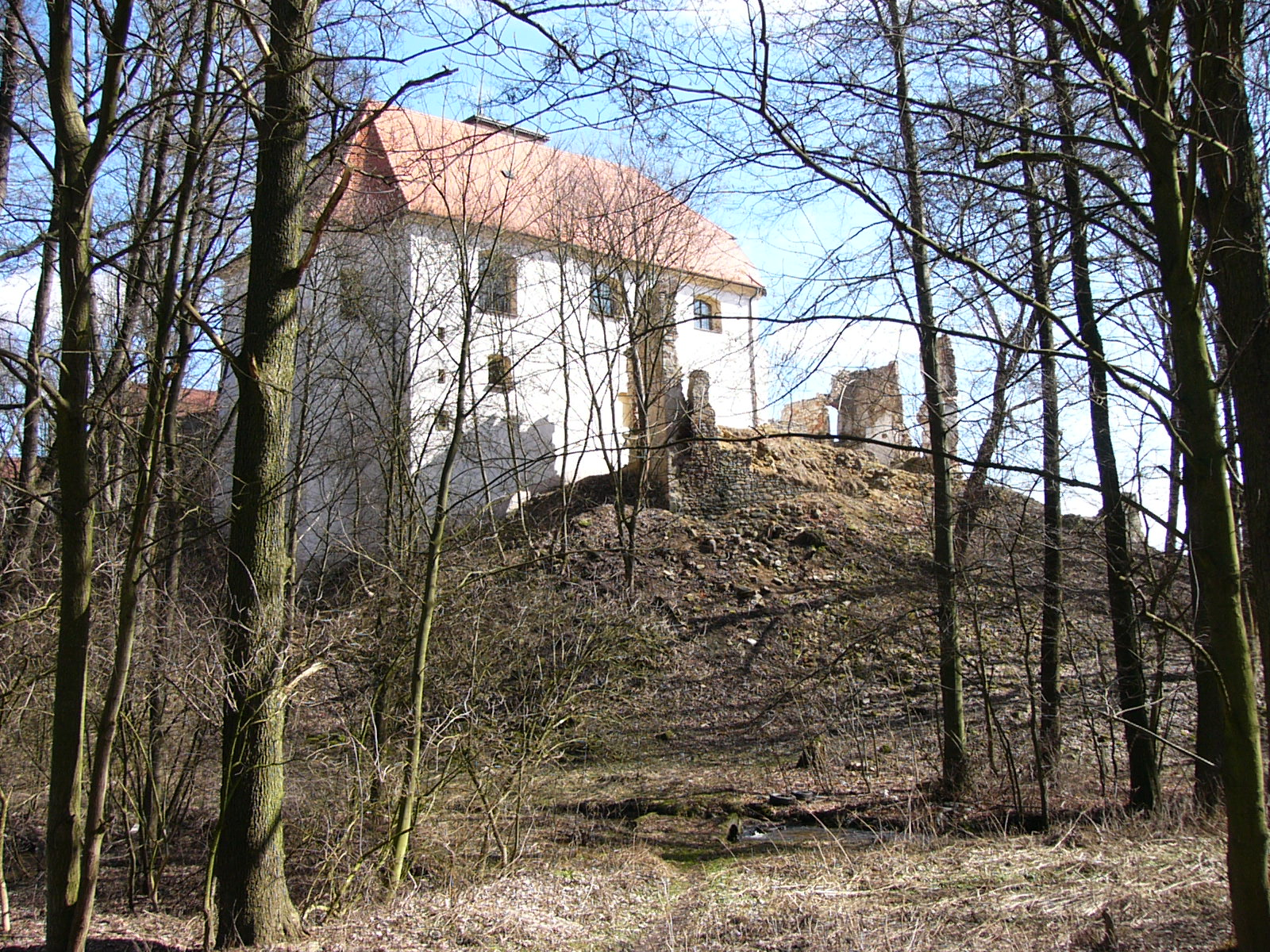
Ansicht des Kirchengebäudes aus dem Tal (2012)
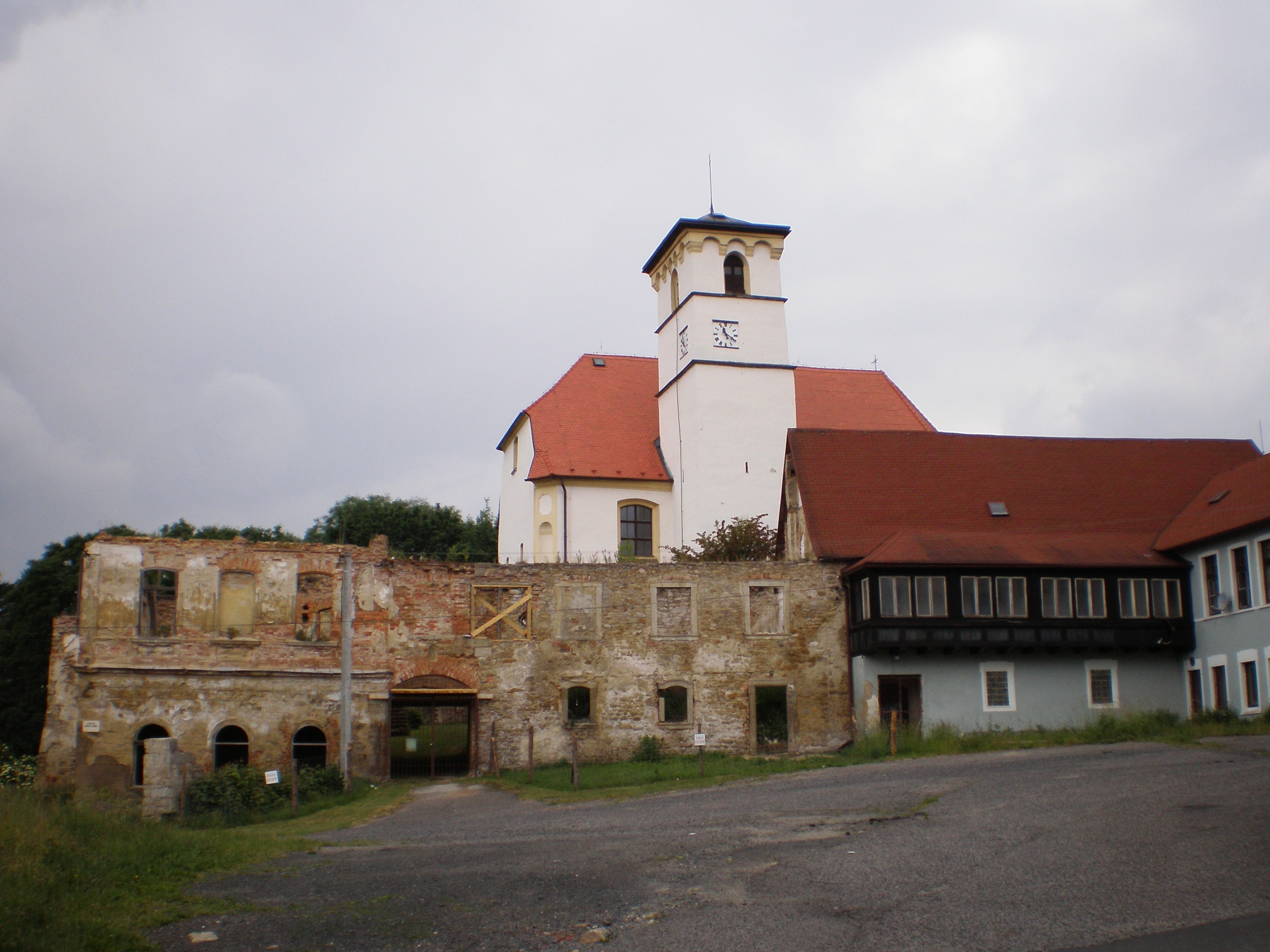
Burg Haslau (2008)
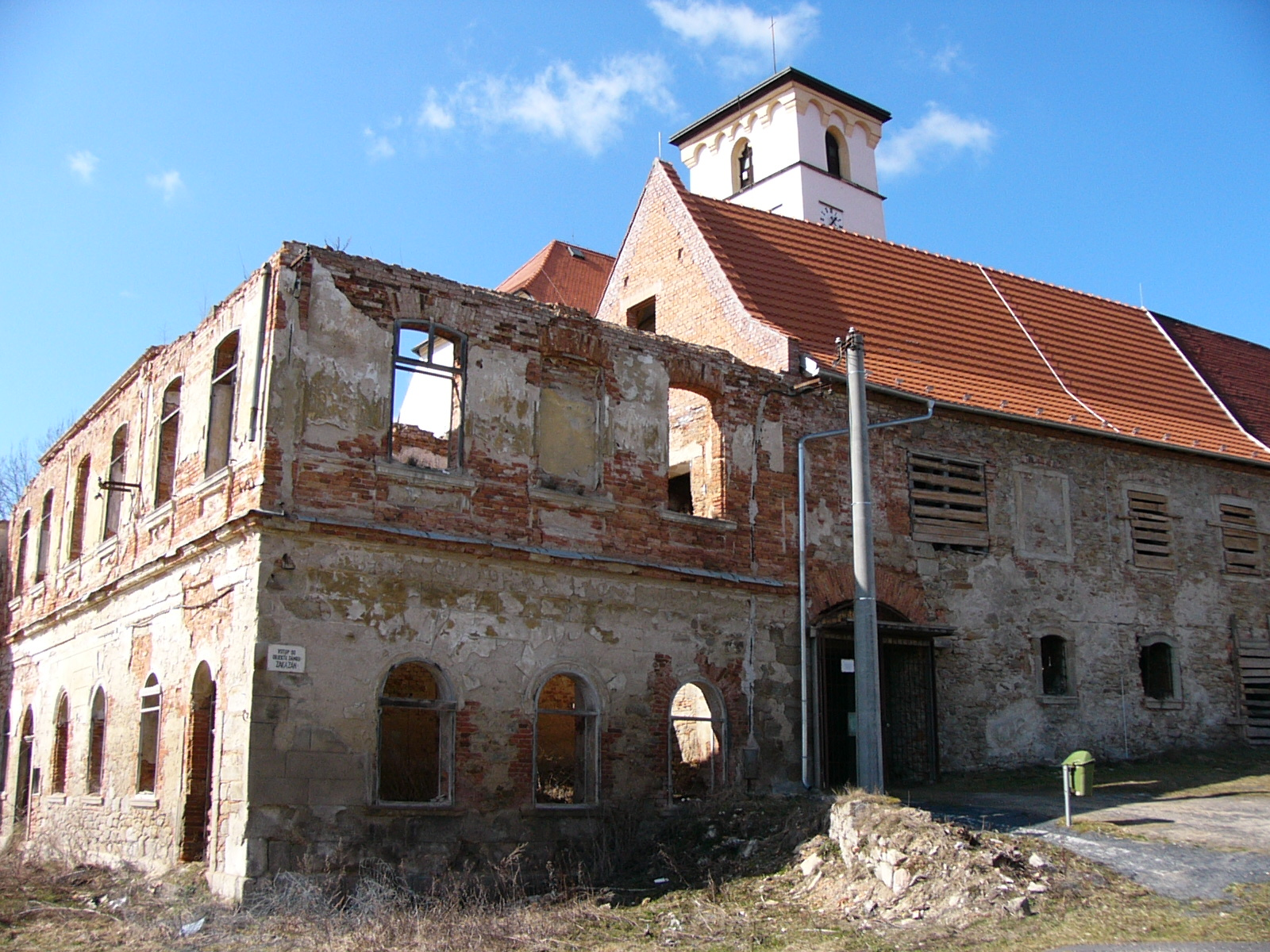
Ehemalige Schlossgebäude in sehr unterschiedlicher Erhaltung (2012)